# MS Vistamar
MS Vistamar – niemiecki statek pasażerski.

## Wyposażenie statku
Na pokładzie MS Vistamar znajdują się m.in.:
- restauracje
- bary
- salon fryzjerski
- salon kosmetyczny
- basen
- biblioteka

## MS Vistamar w Polsce
2 września 2001 roku, statek pasażerski MS Vistamar zacumował w Gdyni przy Nabrzeżu Francuskim (obok Dworca Morskiego). Dla uczczenia tej wizyty tego samego dnia odbyła się uroczystość wmurowania pamiątkowej tablicy w Alei Statków Pasażerskich.